# Tacoma Defiance
Tacoma Defiance, anteriormente conhecido como Seattle Sounders FC 2, é um clube de futebol da cidade de Tacoma, Washington. A equipe é uma subdivisão do Seattle Sounders FC.

## História
A primeira partida oficial do Seattle Sounders FC 2 foi uma vitória de 4x2 contra o Sacramento Republic na temporada de 2015. Na sua temporada de estreia ficou em sexto da conferência oeste, e se classificando assim para os playoffs. No primeiro round dos playoffs a equipe fo eliminado pelo Colorado Springs Switchbacks FC.

### Escudo
| Evolução do Escudo do Tacoma Defiance | Evolução do Escudo do Tacoma Defiance | Evolução do Escudo do Tacoma Defiance | Evolução do Escudo do Tacoma Defiance | Evolução do Escudo do Tacoma Defiance | Evolução do Escudo do Tacoma Defiance | Evolução do Escudo do Tacoma Defiance | Evolução do Escudo do Tacoma Defiance |
| 2014 – 2018                           | 2019 – Atual                          |                                       |                                       |                                       |                                       |                                       |                                       |
| ------------------------------------- | ------------------------------------- | ------------------------------------- | ------------------------------------- | ------------------------------------- | ------------------------------------- | ------------------------------------- | ------------------------------------- |